# Белинский, Михаил (воевода)
Михаил Виктор Белинский (? — 1746) — государственный деятель Речи Посполитой, чашник великий коронный (1725), подскарбий Прусской земли (1737), воевода хелминский (1738—1746), староста штумский. Владелец и устроитель усадьбы Козловка.

## Биография
Представитель польского дворянского рода Белинских герба «Юноша». Младший сын маршалка великого коронного Казимира Людвика Белинского (? — 1713) и Людвики Марии Морштын (ум. 1730). Старший брат — маршалок великий коронный Франтишек Белинский (1683—1766).
В 1725 году Михаил Белинский получил чин чашника великого коронного, а в 1737 году был назначен подскарбием Прусской земли. В 1738 году Михаил Белинский получил должность воеводы хелминского.
Был дважды женат. До 1725 года первым браком женился на княжне Авроре Марии Рутовской (1706—1746), внебрачной дочери польского короля Августа Сильного и турецкой рабыни Фатимы (позднее — Марии Авроры фон Шпигель). Супруги не имели детей и в 1735 году развелись. Вторично женился на Текле Репловской (ум. 1774), от брака с которой двух сыновей и одну дочь:
- Франтишек Белинский (1742—1809), подкоморий королевский (1761), писарь великий коронный (1784), староста штумский, черский, гарволинский и осецкий
- Станислав Костка Белинский (ум. 1812), подкоморий королевский (1761), чашник великий коронный (1778), маршалок Гродненского сейма (1793), маршалок надворный коронный (1793—1795), староста гарволинский, граф Пруссии
- Эльжбета (Изабелла) Белинская (? — 1814), жена с 1761 года маршалка надворного коронного Франтишека Велёпольского (1732—1809).